# 塔茲河口

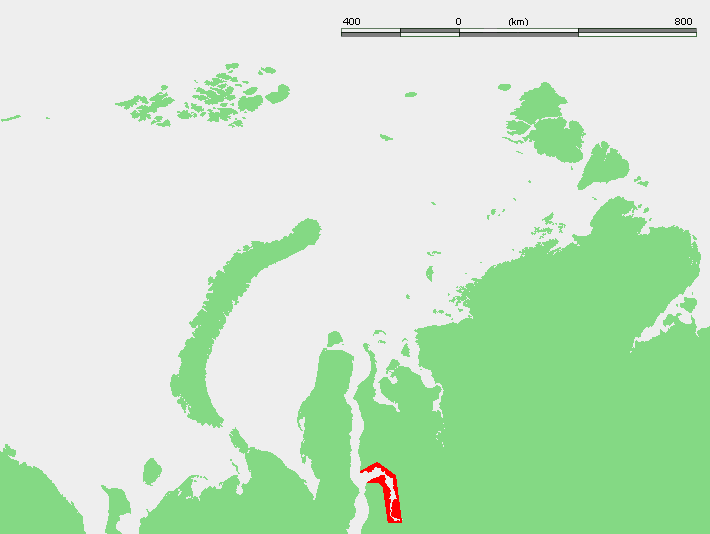
塔茲河口位置

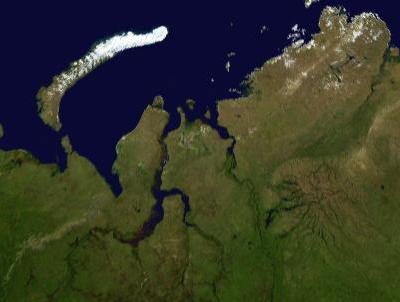
塔茲河口的衛星圖片

塔茲河口（Тазовская губа）是塔茲河形成的海灣，長約250公里，闊約25公里，是全球最大的河口之一。
塔茲河口被指蘊含大量天然氣，俄羅斯天然氣工業股份公司進行擴展開發石油氣的投資計劃。